# Stellerburg

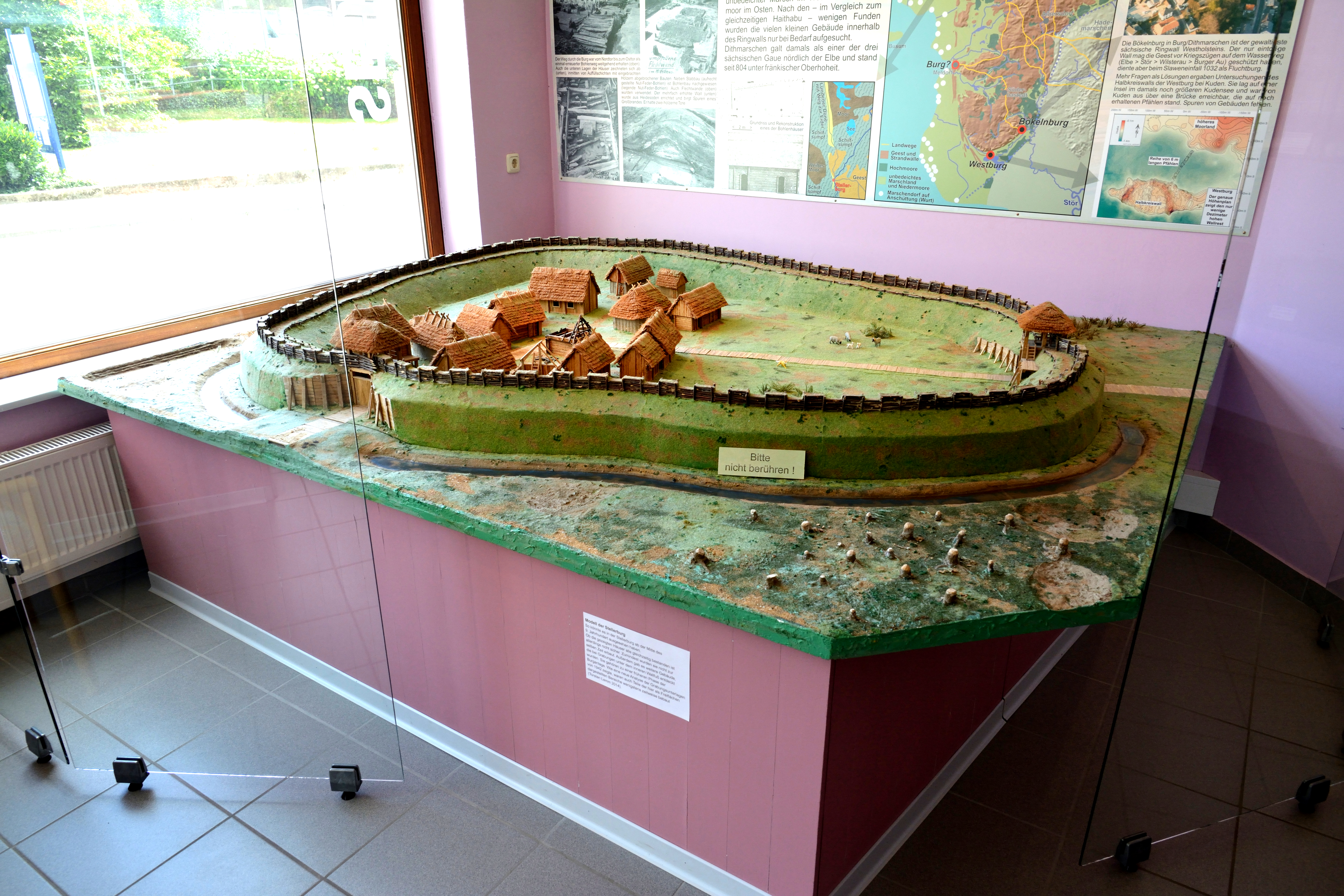
Modell im Museum für Archäologie und Ökologie Dithmarschen

Die Stellerburg ist eine ehemalige frühmittelalterliche Ringwallanlage in Weddingstedt im Kreis Dithmarschen in Schleswig-Holstein.

## Lage
Die Anlage ist die nördlichste sächsische Verteidigungsanlage. Sie lag zwischen der Geest und der Lundener Nehrung auf einer inselartigen Erhebung am damaligen Fernhandelsweg. An dieser strategisch günstigen Stelle sollte sie zur Verteidigung gegen die Wikinger dienen, da sie von den Eroberern aus dem Norden passiert werden musste. Östlich des Weges befanden sich umfangreiche Moorgebiete, westlich unbedeichtes versumpftes und oft überflutetes Marschland.

## Beschreibung
Der Ringwall, der heute noch zwischen 4 und 6 Metern hoch ist, bestand aus Holz, Erde und Mauer. Umfangreiche Ausgrabungsarbeiten durch das Kieler Museum für vorgeschichtliche Altertümer in den Jahren 1932/1933 förderten einen Bohlenweg in der Burg zutage ebenso wie die Grundrisse von 20 Holzhäusern. Wahrscheinlich war die Anlage nur temporär benutzt, zumindest deutet darauf die geringe Anzahl an Kleinfunden hin.
Die sächsische Anlage stammt aus der Zeit vor der Eroberung durch Karl den Großen.

## Sage
Eine Sage, die sich bereits bei Neocorus findet, überliefert Karl Müllenhoff:
„Auch auf der Stellerborg saß ein Graf und regierte über die Dithmarschen. Sie dachten aber auch darauf sich von seiner Herrschaft zu befreien.
Um Pfingsten werden ja heute noch allerlei Spiele, als Ringreiten, Katzenschlagen etc. aufgeführt. An einem solchen Tage gingen einmal die Leute vom Schlosse, um sich mit im Dorfe zu erlustigen; die Dithmarschen hatten den Pförtner bestochen, sagt man. Sie besteckten sich nun alle mit grünen Maien und nahmen Zweige in die Hände und zogen so dem Schlosse zu; da hat der Pförtner gerufen: De Woold de kummt! de Woold de kummt! Darum achtete niemand darauf. Die Dithmarschen gewannen mit leichter Mühe das Tor, fielen über die her, die noch auf dem Schlosse waren, und töteten sie. Etliche verteidigten aber unter der Zeit den Eingang und wehrten den Leuten, daß sie nicht wieder hinauf kommen konnten. So gewannen sie mit leichter Mühe das Schloß und zerstörten es, und erhielten damit ihre alte Freiheit wieder.
Die Leute in Stelle erzählen, daß man den Grafen in einem Keller gefunden habe, nachdem ihn sein Heister verraten hatte, und die Gräfin, die Dortchen geheißen, habe man in dem Brunnen ertränkt, der noch heute darum Doortjensood oder Kuhle genannt werde.
Seit der Zeit aber, behaupten die Dithmarschen, dürfe bis auf diesen Tag kein Adliger im Lande wohnen, und das Recht sei ihnen vom König bestätigt.“